# Oberea tenuata
Oberea tenuata es una especie de escarabajo longicornio del género Oberea, subfamilia Lamiinae. Fue descrita científicamente por Pascoe en 1866.
Se distribuye por Malasia (isla de Borneo, Sarawak). Mide 12 milímetros de longitud.